# Canton de La Roche-sur-Yon-Sud
Ne doit pas être confondu avec Canton de La Roche-sur-Yon-2.
Pour les articles homonymes, voir Canton de La Roche-sur-Yon (homonymie).
Le canton de La Roche-sur-Yon-Sud est une ancienne division administrative française, située dans le département de la Vendée et la région Pays de la Loire.

## Composition
Le canton de La Roche-sur-Yon-Sud regroupe les communes suivantes :
- Aubigny ;
- Chaillé-sous-les-Ormeaux ;
- La Chaize-le-Vicomte ;
- Les Clouzeaux ;
- Fougeré ;
- Nesmy ;
- La Roche-sur-Yon (chef-lieu) ;
- Saint-Florent-des-Bois ;
- Le Tablier ;
- Thorigny.

### Intercommunalité
Le canton de La Roche-sur-Yon-Sud recouvre une partie de La Roche-sur-Yon-Agglomération.

## Administration
| Période | Période      | Identité           | Étiquette        | Qualité |
| ------- | ------------ | ------------------ | ---------------- | --- |
| 1973    | 1981 (décès) | Hubert Durand      | RI puis UDF-PR   | Directeur de la fédération régionale Vendée Loire et Sèvres des caisses de Crédit mutuel libre Sénateur (1959-1977) Ancien conseiller général du Canton de La Roche-sur-Yon Président du conseil général (1969-1970) |
| 1981    | 1988         | Auguste Grit       | UDF-CDS          | Secrétaire général de la FNSEA Président de la Fédération Départementale des syndicats agricoles de la Vendée |
| 1988    | 2001         | Dominique Caillaud | UDF-CDS puis UMP | Gérant de société Député (1997-2012) Maire de Saint-Florent-des-Bois (1977-2008) |
| 2001    | 2008         | Michèle Peltan     | UDF puis NC      | Proviseur de lycée Conseillère municipale de La Roche-sur-Yon Conseillère régionale |
| 2008    | 2015         | Sylviane Bulteau   | PS               | Assistante sociale Député (2012-2015) Élue en 2015 dans le canton de La Roche-sur-Yon-2 |